# 506省道 (福建省)
506省道，又称纵七线，是中国福建省的联络线省道之一。
506省道路线的起点在三明市宁化县安乐镇，途经清流县，终于龙岩市连城县文亨乡。